# Saúde da Família e das Comunidades contra a COVID-19
A Estratégia Saúde da Família e das Comunidades contra a COVID-19 (doença do novo coronavírus) pretende criar um espaço de compartilhamento de ações e experiências dos profissionais no enfrentamento da Pandemia de COVID-19.
A Estratégia de Saúde da Família, inicialmente denominada de Programa Saúde da Família, visa a reorganização da Atenção Básica no País, de acordo com os preceitos do Sistema Único de Saúde (SUS). Além dos princípios gerais da Atenção Básica, a ESF deve: ter caráter substitutivo em relação à rede de Atenção Básica tradicional nos territórios de atuação das equipes de Saúde da Família; atuar no território adscrito, realizando cadastramento domiciliar, diagnóstico situacional, ações dirigidas aos problemas de saúde de maneira pactuada com a comunidade onde atua, buscando o cuidado dos indivíduos e das famílias ao longo do tempo, mantendo sempre postura pró-ativa frente aos problemas de saúde-doença da população; desenvolver atividades de acordo com o planejamento e a programação realizados com base no diagnóstico situacional e tendo como foco a família e a comunidade; buscar a integração com instituições e organizações sociais, em especial em sua área de abrangência, para o desenvolvimento de parcerias; e ser um espaço de construção de cidadania (MINISTÉRIO DA SAÚDE, 2009, p.337).
As ações desenvolvidas na Atenção Primária contemplam todos os Níveis da Prevenção relacionados a história natural da doença. 

## Promoção da Saúde
A "Promoção da Saúde" foi sistematizada originalmente entre os modelos explicativos do processo saúde-doença como um primeiro nível de aplicação de medidas preventivas no modelo de “História Natural das Doenças e Níveis de Prevenção”, publicados por Leavell & Clark originalmente em 1953.
No Brasil, a Política Nacional de Promoção da Saúde (PNPS) foi aprovada em 2006 e revisada em 2014 e destaca a importância dos condicionantes e determinantes sociais da saúde no processo saúde-doença e tem como pressupostos a intersetorialidade e a criação de redes de corresponsabilidade que buscam a melhoria da qualidade de vida.
A promoção da saúde é uma das prioridades do Pacto pela Vida para a construção de uma abordagem integral do processo saúde-doença e tem como foco o enfrentamento dos problemas de saúde baseado no reconhecimento dos determinantes sociais da saúde na sua produção.
A promoção da saúde deve dialogar com as diversas áreas do setor sanitário, com outros setores do governo e com a sociedade, para que sejam partícipes no cuidado com a vida, compondo redes de compromisso e corresponsabilidade. 
- Excesso de informação e fake news

As fontes confiáveis são relacionadas a Organização Mundial da Saúde (OMS) e Ministério da Saúde (MS)
- Alimentação: aumento da imunidade X falta de dinheiro
- Ambiente saudável (coletivo X individual): coleta de lixo, saneamento básico, aquisição de produtos de limpeza e higiene pessoal

## Diagnóstico
O período de incubação é o tempo entre ser infectado pelo vírus e o início dos sintomas da doença. As estimativas atuais do período de incubação variam de 1 a 14 dias, mais frequentemente ao redor de cinco dias. Essas estimativas estão sendo atualizados à medida que mais dados se tornam disponíveis.
O Ministério da Saúde estabeleceu um fluxo rápido para pacientes com sintomas respiratórios na urgência (inclusive em contexto não-hospitalar): 